# Kloster Michelfeld (Oberpfalz)

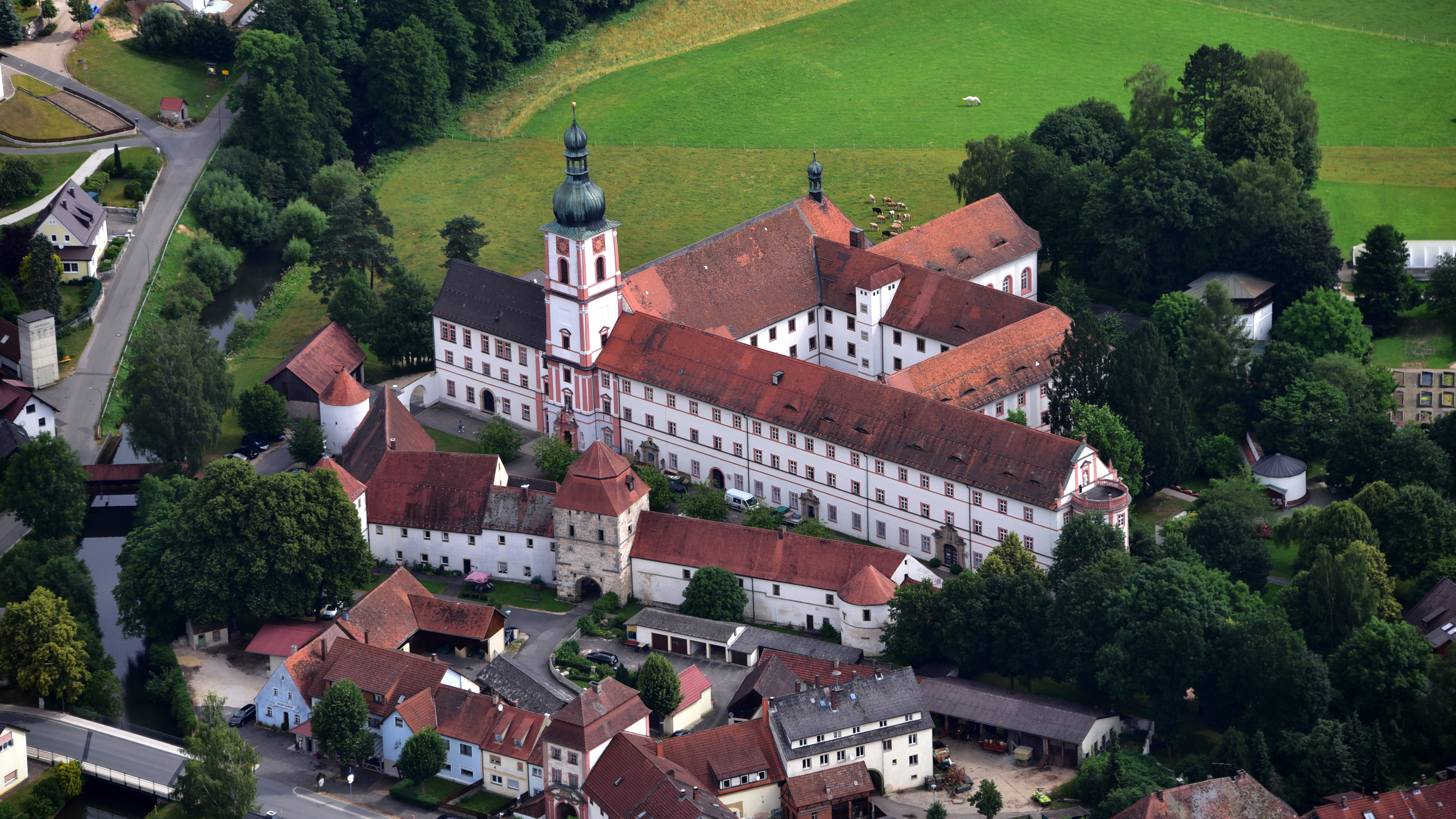
Kloster Michelfeld, Luftaufnahme (2016)

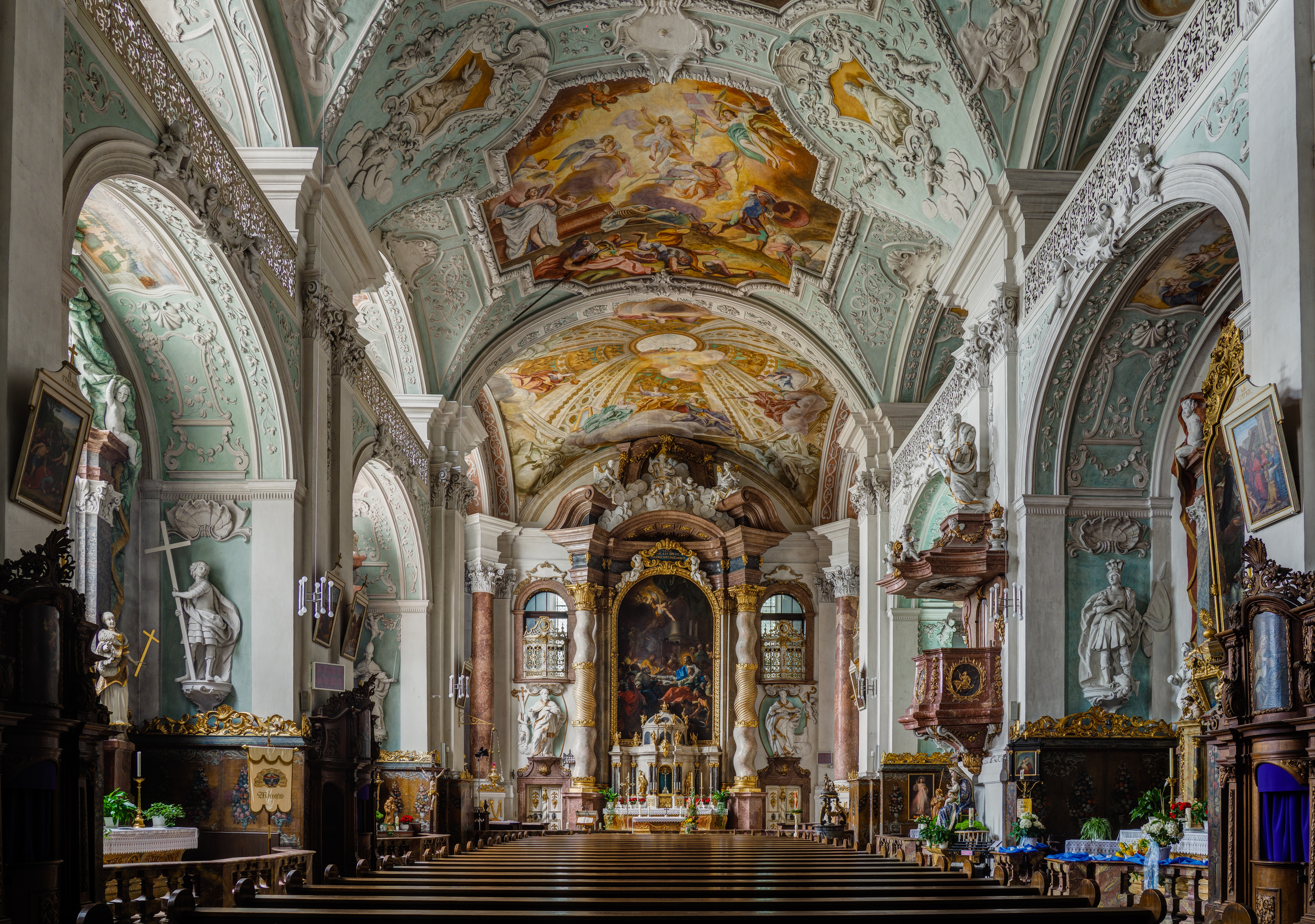
Innenansicht der spätbarocken Klosterkirche

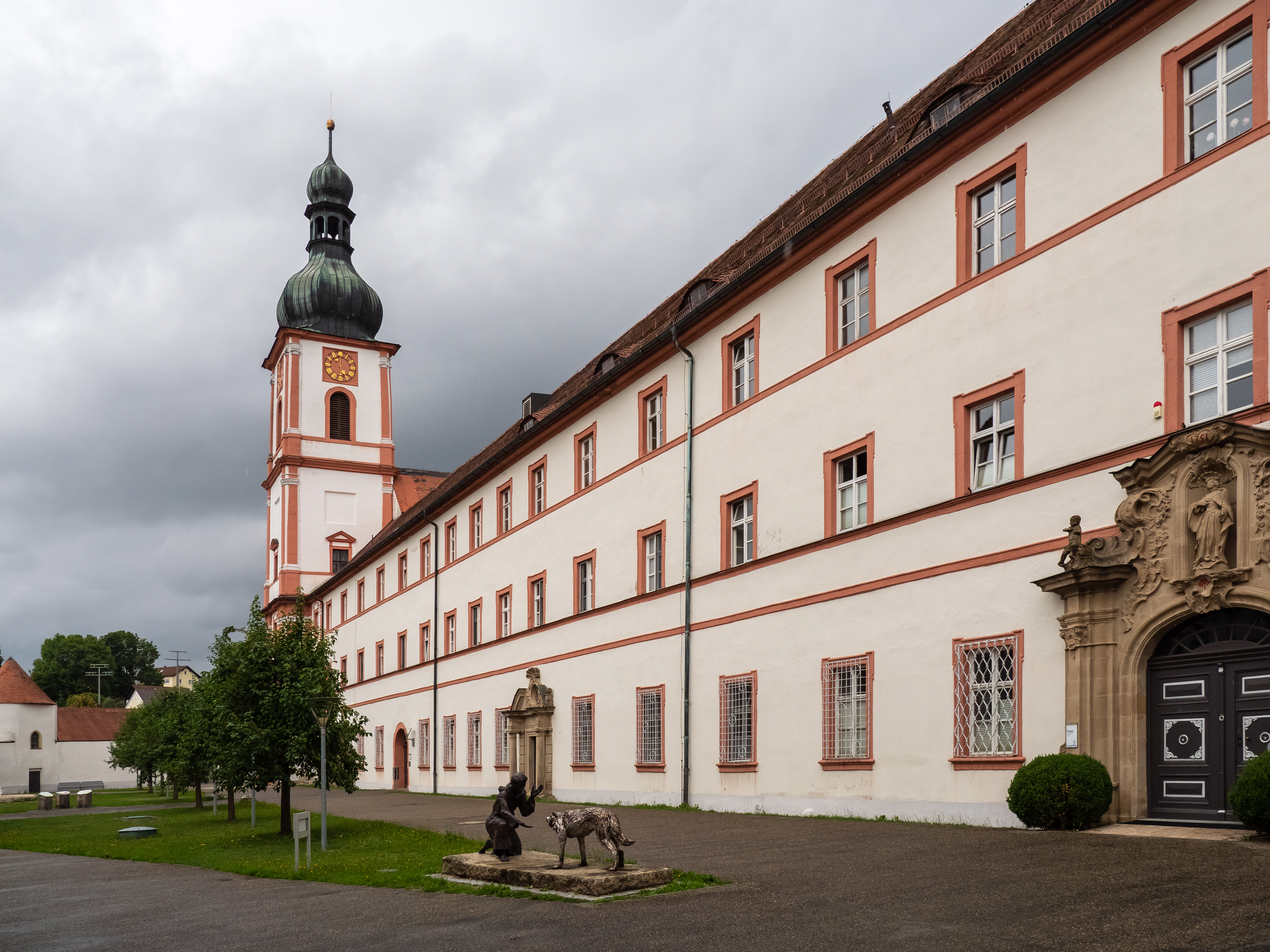
Kloster Michelfeld

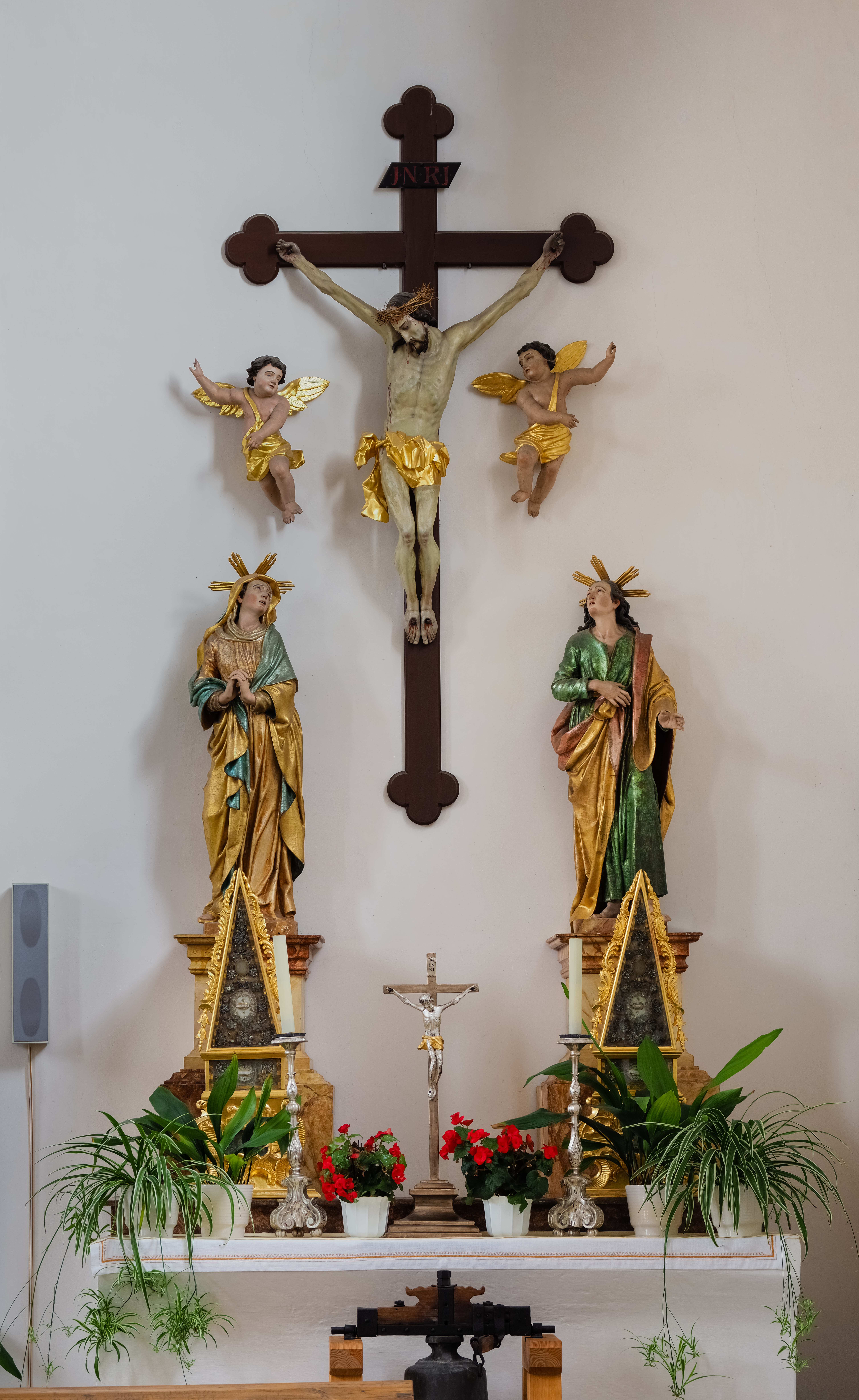
Seitenaltar in der katholischen Friedhofskirche St. Leonhard

Innenraum der katholischen Friedhofskirche St. Leonhard

Kloster Michelfeld ist eine ehemalige Benediktinerabtei im Gemeindeteil Michelfeld der Stadt Auerbach in der Oberpfalz im Erzbistum Bamberg. Es ist heute eine Einrichtung der Regens-Wagner-Stiftung.

## Geschichte

### Geschichte bis zur Klosteraufhebung 1556
Das St. Michael und St. Johannes Evangelist geweihte Kloster wurde am 6. Mai 1119 durch Bischof Otto I. von Bamberg gegründet. Bischof Otto wollte damit möglichen Ansprüchen von Pfalzgraf Otto entgegentreten, der nach dem Aussterben der Herren von Pettendorf-Lengenfeld-Hopfenohe als Schwiegersohn des letzten Pettendorfers große Teile dieses Erbes in Besitz nehmen konnte. Die ersten Benediktinermönche kamen aus dem Kloster Michelsberg bei Bamberg. Zu Beginn war Michelfeld ein Doppelkloster, denn auch Nonnen besaßen wenige hundert Meter entfernt in Pferrach ein kleines Klostergebäude. Zur Pfarrei stieg der Klosterort 1121 auf, als Bischof Otto die Leonhardskirche in Michelfeld, heute Friedhofskirche, dem Kloster schenkte. Der Bischof beanspruchte als Landesherr die klösterliche Vermögensverwaltung und das Recht auf die Einsetzung des Abtes, was ihm durch Papst Calixt II. durch eine Urkunde vom 3. April 1123 auch bestätigt wurde. 1134 ernannte sich Otto in Personalunion selbst zum Abt von Michelfeld. 1145 erhielten die Äbte das Recht als Zeichen ihrer Würde Handschuhe und Pontifikalschuhe zu tragen, Papst Innozenz IV. gestand ihnen 1247 auch das Recht der Inful zu. Der Markt von Michelfeld wurde 1144 in das benachbarte Auerbach verlegt, über welches das Kloster die niedere Gerichtsbarkeit ausübte. Folge war ein beträchtlicher wirtschaftlicher Aufschwung, 1332 war das Kloster in der Lage, dem Bistum Bamberg 600 Pfund Heller zu leihen. Von König Wenzel wurden dem Kloster 1385 alle Privilegien bestätigt.
Durch einen großen Brand von 1378 wurden große Schäden angerichtet. Im Bayerisch-böhmischen Krieg (1400–1401) zwischen König Ruprecht und dem böhmischen König Wenzel fand hier die entscheidende Schlacht statt, wodurch das Kloster ebenso wie Auerbach stark in Mitleidenschaft gezogen wurde. Unter Abt Theoderich mussten die Mönche sogar, ausgestattet mit Bettelbriefen, herumziehen und um Almosen bitten.
Weiteren Schaden nahm die Abtei in den Hussitenkriegen. Bereits 1420 soll dabei das Kloster niedergebrannt oder zumindest arg beschädigt worden sein. Auch bei dem Winterfeldzug der Hussiten lagerten diese am 9. Februar 1430 an der Pegnitz und haben auch das Kloster schwer verwüstet, und dies obwohl durch die Zahlung von 12.000 Gulden an die hussitischen Heere ausgemacht war, dass diese die hochstiftischen Gebiete verschonen sollten. Dadurch war es nicht mehr möglich, dass der Lebensunterhalt aller Mönche gesichert war und einzelne mussten in benachbarten Klöstern untergebracht werden. Abt Heinrich III. von Truppach übergab die Verwaltung an zwei Klosterverweser und begab sich mit den meisten Mönchen in Probstei Zell am Main. Auch Prior Iban Eckard fand im Kloster Weißenohe Unterschlupf und wurde dort sogar Abt. Trotz dieser angespannten Situation kam es am 1. August 1436 unter dem Senior des Klosters, Walther Sweistorffer, zu einer Abtswahl, aus der Hartung Pfersfelder als neuer Abt hervorging. Am 5. November 1436 bestätigte Bischof Anton, deputierter Kommissar am Basler Konzil, die Wahl. Unter Abt Pfersfelder wurde die Kastler Reform in dem Kloster eingeführt. Unter ihm wurde auch ein neues Urbar angelegt, dessen Ausführung vom 6. Oktober 1439 sich noch erhalten hat. Darin ist auch festgehalten, dass unter Abt Theoderich der Burggraf von Nürnberg, der die Vogtei über Michelfeld an sich gebracht hatte, das Kloster überfallen und beraubt habe. Durch die eingeleiteten Reformen konnte Michelfeld wirtschaftlich wieder in die Höhe gebracht werden und die Befestigungsanlagen wieder hergestellt werden. Abt Pfersfelder wurde 1450 mit der Leitung der Abtei Michelsberg in Bamberg und im Jahr 1452 mit der der Reichsabtei Sankt Emmeram in Regensburg betraut. Nach seinem Weggang kam es in Michelberg zu einer Stagnation der Reformbemühungen. In seiner Zeit erfolgt auch eine Annäherung an die Wittelsbacher, Pfalzgraf Johann von Neumarkt bedachte am 25. Juni 1441 das Kloster mit einer Schenkung für die Übertragung des Kriegsholzes in Auerbach. Auch sein Sohn Christoph von Pfalz-Neumarkt bestätigte 1444 alle Privilegien des Klosters. In einer Königsurkunde 19. Oktober 1465 bestätigt Kaiser Friedrich III. dem Pfalzgraf Otto II. die Zugehörigkeit Michelfelds zum oberpfälzer Territorium. Der Konflikt zwischen dem Bistum Bamberg und den Pfalzgrafen, die sich sozusagen schleichend Michelfeld angeeignet hatten, dauerte über die Zeit der ersten Klosteraufhebung hinaus.

### Klosteraufhebung und Wiederentstehung
Im Zuge der von Ottheinrich eingeleiteten Reformation wurde die Abtei Michelfeld unter Abt Friedrich von Aufseß 1556 aufgehoben. Trotz des Verbots, neue Mitglieder aufzunehmen, konnte das monastische Leben mit vier noch im Kloster lebenden Benediktinern aufrechterhalten werden. Nach dem Tod des letzten Abtes († 3. März 1558) übernahm die pfälzische Administration Michelfeld. Die Verwaltungseinheit blieb aber bestehen. Dies erleichterte es 1669 Kurfürst Ferdinand Maria, das Kloster wieder seiner früheren Bestimmung zuzuführen und dem Benediktinerorden zurückgegeben. Der Abt von Oberaltaich wurde als Administrator eingesetzt und kam mit vier Mönchen nach Michelfeld, um den Neuaufbau des Konvents zu betreiben. Am 29. Juli 1669 wurden die Benediktiner wieder in alle früheren Rechte eingesetzt und 1695 erhielt das Kloster wieder seine Eigenständigkeit.
Durch die Wirren des Dreißigjährigen Krieges und den calvinistischen Bildersturm waren Abteikirche und Klausur stark in Mitleidenschaft gezogen worden. Deshalb beschloss der Orden einen Wiederaufbau. Das neue Klostergebäude und die Abteikirche wurden nach Plänen von Johann und Wolfgang Dientzenhofer zwischen 1680 und 1700 neu errichtet.

### Aufhebung 1803
Das Kloster wurde am 13. März 1802 unter kurfürstliche Verwaltung gestellt und 1803 im Zuge der Säkularisation endgültig aufgehoben. Letzter Abt des Klosters war Maximilian Prechtl. Die zu Beginn des 18. Jahrhunderts von den Brüdern Asam im Barockstil reich ausgestattete Klosterkirche wurde Pfarrkirche.

### Liste einiger Benediktineräbte von Michelfeld
- Imbriko aus Bamberg (1119–1121)
- Otto I. von Bamberg (1134–1139), Bischof  von Bamberg
- Adalbert I. von dem Kloster Paulinzella (1142–1155)
- Theoderich (1375–1406)
- Heinrich III. von Truppach (um 1430–1436)
- Hartung Pfersfelder (1436–1451, † 1458 in Bolsena)
- Werner von Lochner (1461–1494)
- Friedrich Trautenberg(er) (1494–1511)
- Bartholomäus Stürmer (1511–1529)
- Quirin von Giech (1529–1545)
- Friedrich von Aufseß (1547–1556, † 3. März 1558)
- Hieronymus Gazin von dem Kloster Oberalteich 1661 als Administrator eingesetzt
- Albert Stöckl (ab 1. Mai 1700–1707)
- Wolfgang Rinswerger (1707–1721, † 14. Oktober 1721)
- Heinrich Harder (1721–1738)
- Marianus Eder (1738–1783)
- Ägidius Bartscherer (1783–1799, † 12. November 1799)
- Maximilian Prechtl (1800–1803), letzter Abt

### Kloster Michelfeld heute
1884 erwarb der Dillinger Priester Johann Evangelist Wagner das Kloster. Seit 1885 ist in der weiträumigen Klosteranlage eine Einrichtung der Regens-Wagner-Stiftung untergebracht, die Menschen mit geistiger und körperlicher Behinderung betreut.

## Beschreibung

### Baudenkmal
Das ehemalige Benediktinerkloster ist in der Liste der Baudenkmäler in Auerbach in der Oberpfalz des Bayerischen Landesamts für Denkmalpflege folgendermaßen beschrieben:
- Abteikirche St. Johannes Evangelist, jetzt katholische Pfarrkirche, Wandpfeilerbau mit Emporen, Westturm mit Laternenzwiebelhaube und reich gegliederter Westfassade mit figurenbesetztem Säulenportal, 1689–95 nach Plänen von Wolfgang Dientzenhofer, Neugestaltung des gerade schließenden Chorraums mit böhmischer Kuppel sowie anschließende Sakristei und Psallierchor erstes Viertel 18. Jahrhundert; mit reicher Ausstattung unter anderem der Gebrüder Asam, bezeichnet mit „1717“ und „1721“
- Ehemaliger Klostertrakt südlich der Kirche, seit 1885 Versorgungs- und Pflegeheim, dreigeschossiger Satteldachbau mit reicher Putzgliederung, um den Klosterhof mit ehemaligem Kreuzgang, im Südflügel ehemaliger Wehrturm einbezogen, Portale aus Sandstein, 1685–1700 unter Mitwirkung von Wolfgang Dientzenhofer; mit Ausstattung
- Ehemalige katholische Kapelle St. Maria, spätgotische, doppelgeschossige Hallenkirche mit Satteldach, vor 1507, im Erdgeschoss in den Seitenschiffen Netzrippengewölbe und im Mittelschiff barockes Kreuzgratgewölbe, im Obergeschoss Stuckdecken von 1728 am ehemaligen Kreuzgang, heute Schlaftrakt des Versorgungs- und Pflegeheims
- Ehemaliger Getreidekasten, ab 1885 Schulgebäude, dreigeschossiger Putzbau, um 1695–1700
- Inneres Torhaus, spätgotischer Torturm mit Spitzbogendurchfahrt, Walmdach 18. Jahrhundert
- Südlich des Torhauses ehemaliger Dienerschaftsbau, zweigeschossiger Satteldachbau, im Kern mittelalterlich, teilweise eingewölbtes Erdgeschoss, Obergeschoss-Saal mit Bohlenbalkendecke von 1490 (dendrochronologisch datiert), Umbau 1565 (dendrochronologisch datiert), an der Ostfassade Wappen des Kurfürsten Friedrich III., bezeichnet mit „156“(.), am südlichen Eck mittelalterlicher Wehrturm, die südwestliche Wehrmauer einbeziehend
- Nördlich des Torhauses ehemaliges Pförtnerhaus, 1583 (dendrochronologisch datiert), und ehemaliges Brauhaus, 1475 (dendrochronologisch datiert), zweiflügeliger zweigeschossiger Satteldachbau sowie Remise, Ende 17. Jahrhundert
- Spätmittelalterliche Wehrmauer mit hexagonalen und runden Wehrtürmen (einer nur im Fundamentmauerwerk erhalten), nach den Zerstörungen durch die Hussiten nach 1460 errichtet
- Lourdesgrotte mit Marienfigur, Ende 19. Jahrhundert

### Innenraum der Klosterkirche
Bei der Klosterkirche St. Johannes Baptist handelt es sich um eine Wandpfeilerkirche über rechteckigem Grundriss. Zwischen den Wandpfeiler liegen unten Kapellen und oben niedrige Emporen. Sowohl Kapellen als auch Emporen werden von Quertonnen überwölbt. Der Saalraum selbst wird von einer abgeflachten Stichkappentonne abgeschlossen. Die Stirnen der Wandpfeiler sind jeweils mit Doppelpilastern besetzt. Die Oberkante der Pilasterkapitelle liegt auf gleicher Höhe wie die Oberkante der Emporenbrüstung. Die massiven, breitgelagerten Gebälkstücke tragen ebenso wie die kräftigen Wandpfeiler zum gedrungenen Raumeindruck bei. Charakteristisch für den Kircheninnenraum sind seine gedrückten Proportionen. Der Chorraum wird durch ein Holzgewölbe als böhmische Kappe abgeschlossen.

### Ausstattung
Unter Abt Wolfgang Rinswerger (1707–1721) erfolgte die heutige Ausstattung der Kirche. Rinsweger hatte vorher sein Profess im Kloster Tegernsee abgelegt. Sein Wappen und seine Initialen befinden sich auf der Orgelempore („17 W A I M 14“: 1714 Wolfgang, Abt von Michelfeld). Er beauftragte die Brüder Cosmas Damian und Egid Quirin Asam mit den Mal- und Stuckarbeiten. Cosmas Damian Asam malte u. a. die Anbetung der Hirten auf der Orgelempore (Signatur „C. D. Asam, 1717“), das Leiden Christi auf dem mittleren Deckenfresko und die Auferstehung Jesu. Auf dem Fresko über dem Hauptaltar ist das Pfingstfest dargestellt, symbolisiert durch eine Taube und die sieben Gaben des Heiligen Geistes (Gabe des Verstandes, des Rates, der Weisheit, der Wissenschaft, der Gottesfurcht, der Frömmigkeit und der Stärke). Der Hochaltar wurde von den Gebrüdern Asam mit gewundenen „Berninisäulen“ gestaltet. Das Altarbild zeigt Jesus inmitten seiner Jünger beim Letzten Abendmahl; links im Bild befindet sich Maria Magdalena. Nach einer Überlieferung sollen die Personen im Vordergrund die Brüder Asam und deren Schwester Maria Salome sowie Giovanni Battista Carlone sein. Das Werk ist mit „C. D. Asam INV (invenit)“ signiert und wurde 1721 fertiggestellt. Die sechs Seitenkapellen sind dem heiligen Benedikt und seiner Schwester Scholastika, der Rosenkranzmadonna, der Schmerzensmutter sowie Sankt Otto und Sankt Nepomuk geweiht. Die Gemälde der Seitenaltäre schufen Otto und Johann Gebhard. Die über die Altäre verteilten Figuren der Vierzehn Nothelfer stammen von Egid Quirin Asam. Der Laienbruder Anton Denzler schuf die Kanzel, den Orgelprospekt und das Chorgestühl oberhalb der Sakristei im ersten Stock.
Der Amberger Orgelbauer Funtsch lieferte 1750/1763 eine Orgel (16/II/P), ihr Gehäuse ist erhalten. Das aktuelle Werk stammt von der Firma Weise, erbaut 1940 mit 24/II/P.